# Лалю Минков
Лалю Минков е български художник.

## Биография
Лалю Минков роден в Севлиево на 31 август 1911 г. Още на 12 години отива в София, където черпи знание и вдъхновение от най-големите художници по това време. При творческа обиколка на страната художникът се влюбва във Велико Търново и от 1939 година се установява в него. Негови произведения могат да се видят в редица художествени галерии, частни колекции и обществени сгради в цялата страна, както и в чужбина. Най-много картини посвещава на пейзажи от любимия си град Велико Търново, не са малко и впечатляващите натюрморти.
Наричан е „Певецът на Търново“. Неговото име се нарежда до тези на Борис Денев, Стоян Василев, Иван Христов, Деню Чоканов, Асен Момчев – художници черпили вдъхновение от красивите гледки на старопрестолния град.
Лалю Минков умира на 31 юли 1985 г. във Велико Търново.